# Halidy
Halidy jsou chemické sloučeniny, které ve své molekule obsahuji některý z halogenů, tedy prvek fluor, chlor, brom a jod. Zásadně se dělí na dvě základní skupiny:
1. Organické halidy neboli halogenderiváty, které jsou deriváty uhlovodíků, vzniklé substitucí alespoň jednoho atomu vodíku daného uhlovodíku halogenem.
2. Anorganické halidy neboli halogenidy, tedy dvouprvkové sloučeniny tvořené jedním z halogenů a jedním z elektropozitivnějších prvků (může být kov i nekov), tedy v zásadě fluoridy, chloridy (např. chlorid sodný, či fosforečný), bromidy a jodidy.